# Johann Breuer
Johann Breuer (ur. w 1876 w Nowej Leśnej, zm. 9 sierpnia 1924 w Tatrach) – spiskoniemiecki taternik, przewodnik i ratownik tatrzański.
W latach 1892–1911 uczestniczył w szeregu pierwszych wejść na niezdobyte dotąd szczyty i turnie tatrzańskie, a także w pierwszych przejściach nowych dróg. Był jednym z prekursorów taternictwa zimowego, dokonał szeregu pierwszych wejść zimowych. Jako przewodnik prowadził na wycieczki wielu znanych taterników, wśród których byli m.in. Ernst Dubke, Ferenc Kienast, Konrad Koziczinski, Alfred Martin czy August Otto. Zginął podczas wyprawy ratunkowej na Durnym Szczycie.
Jego postać została upamiętniona w niemieckiej i węgierskiej nazwie zdobytej przez niego Małej Szarpanej Turni (odpowiednio Breuerturm i Breuer-torony).